# رودريغو فرنانديز
رودريغو فرنانديز (بالإسبانية: Rodrigo Fernández)‏ هو لاعب كرة قدم أوروغواياني في مركز الوسط، ولد في 3 يناير 1996 في مونتيفيديو في الأوروغواي. لعب مع نادي دانوبيو.

## وصلات خارجية
- رودريغو فرنانديز على موقع قاعدة بيانات كرة القدم.إي يو (الإنجليزية)
- رودريغو فرنانديز على موقع Soccerway.com (الإنجليزية)